# イギリス・バルト海漁業保護部

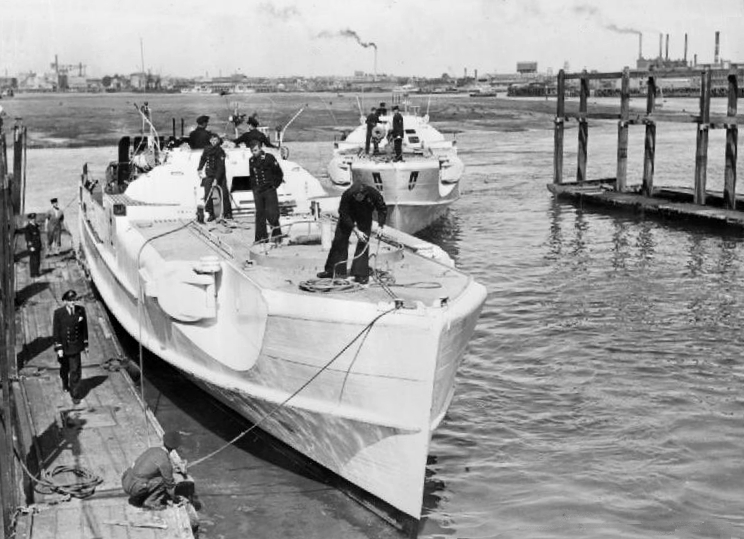
BBFPSで使用された旧海軍のSボート（1945年）

イギリス・バルト海漁業保護部（British Baltic Fishery Protection Service, BBFPS）は、第二次世界大戦後の連合軍軍政下ドイツにて設置された組織である。表向きはイギリス海軍の一部局とされ、イギリス占領区域における海上国境の警備活動がその任務とされていた。しかし、実際には秘密情報部（MI6）のフロント組織であり、バルト海における秘密任務の展開を担当していた。

## 人員および装備
BBFPSの中核を担ったのは、クローゼ高速艇団（Schnellbootgruppe Klose）として知られる部隊である。団長ハンス＝ヘルムート・クローゼ元大尉以下、高速艇団の隊員はいずれも旧海軍の元将兵であり、主要装備も旧海軍から接収された高速艇（Sボート）であった。BBFPS司令官はイギリス将校で、根拠地はハンブルクとキールの間で何度か変更されている。
設置当初の戦力は、フェーゲザックのリュールセン造船所で建造された2隻の高速艇のみだった。この2隻、すなわち旧海軍の38型高速艇S-208号およびS-130号は、1945年にイギリスによって接収された後、実験用舟艇FPB 5208号およびFPB 5130号としてイギリス海軍による各種試験・実験に使用されていた。部隊への配属にあたって、FPB 5208号およびFPB 5130号には、イギリス本国およびドイツ国内において、今後の任務に向けた改装が施された。まず、戦闘任務は行わないとされていたため、全ての武装は除去された。その後に電子偵察用器材および工作員上陸用のゴムボートが搭載された。また、FPB 5208号には、観測装置付き気球の射出機も搭載された。1954年、高速艇団は追加で3隻のジルバーメーヴェ級魚雷艇を受領した。この魚雷艇は元々は海上国境警備隊向けに建造されていたものの、極めて高速（およそ43ノット）であったことから、連合国管理委員会が配備に反対し、イギリスによって押収されていた。

## 活動
秘匿名称ジャングル作戦の元、高速艇団はバルト海およびポーランド沿岸に展開し、イギリスに工作員として雇用されたバルト系亡命者の潜入を支援した。これらの工作員の任務は、ソビエト連邦に対する反共抵抗運動を援護することだった。一部の工作員は気球を用いて上陸を図った。高速艇はボーンホルム島の手前で命令を待ち、夜になってから沿岸部へと接近し、工作員の上陸あるいは回収を行った。
当初、この潜入経路は非常に成功率が高いとみなされ、1953年からはアメリカの工作員も同経路での潜入を図った。だが、最終的な結果は芳しいものではなかった。上陸後の工作員の逮捕が相次いだため、1955年にはこの経路を用いた潜入が中止されている。1951年以降は偵察活動に重点が置かれ、とりわけ電子偵察において大きな役割を果たした。また、当時の欧米ではほとんど何も知られていなかった、再建中のソ連邦海軍バルチック艦隊に関する貴重な情報を収集した。

## その後
1955年にドイツ連邦軍が設置された後、高速艇団所属の38型高速艇2隻は、連邦海軍に移管され、改装の後に教育用舟艇に転用された。1956年、クローゼ高速艇団は解散し、ジルバーメーヴェ級魚雷艇も連邦海軍に移管された。隊員のほとんどはそのまま連邦海軍に残留し、第1高速艇戦隊および海軍電子戦部隊の基幹を成した。

## 大衆文化
ジョン・ル・カレの小説『影の巡礼者』では、ケースオフィサーの視点からジャングル作戦について述べられるエピソードがある。また、1971年にドイツ民主共和国（東ドイツ）で放送されたテレビ映画『Rottenknechte』は、批判的な視点から高速艇団を題材として取り上げている。